# Seznam medailistů na mistrovství světa ve vodním slalomu – kánoe ženy
Tento seznam uvádí přehled medailistek na mistrovství světa ve vodním slalomu v závodech na kánoích, které byly na program světových šampionátů zařazeny v roce 2009.

## C1
Pořádáno od roku 2010, v roce 2009 se jednalo pouze o ukázkovou disciplínu (medaile nejsou v tabulce započteny).

| Rok  | Místo                                 | Zlato                     | Stříbro                   | Bronz                 |
| ---- | ------------------------------------- | ------------------------- | ------------------------- | --------------------- |
| 2009 | La Seu d'Urgell (ukázková disciplína) | Leanne Guineaová          | Rosalyn Lawrencová        | Jessica Foxová        |
| 2010 | Lublaň                                | Jana Dukátová             | Leanne Guineaová          | Jessica Foxová        |
| 2011 | Bratislava                            | Kateřina Hošková          | Cchen Nan-čchin           | Katarína Macová       |
| 2013 | Praha                                 | Jessica Foxová            | Mallory Franklinová       | Caroline Loirová      |
| 2014 | Deep Creek Lake                       | Jessica Foxová            | Mallory Franklinová       | Oriane Reboursová     |
| 2015 | Londýn                                | Jessica Foxová            | Kateřina Hošková          | Núria Vilarrublová    |
| 2017 | Pau                                   | Mallory Franklinová       | Tereza Fišerová           | Ana Sátilaová         |
| 2018 | Rio de Janeiro                        | Jessica Foxová            | Mallory Franklinová       | Tereza Fišerová       |
| 2019 | La Seu d'Urgell                       | Andrea Herzogová          | Jessica Foxová            | Nadine Weratschnigová |
| 2020 | Nejelo se kvůli covidu-19             | Nejelo se kvůli covidu-19 | Nejelo se kvůli covidu-19 |                       |
| 2021 | Bratislava                            | Elena Apelová             | Mallory Franklinová       | Gabriela Satková      |
| 2022 | Augsburg                              | Andrea Herzogová          | Jessica Foxová            | Mallory Franklinová   |
| 2023 | Londýn                                | Mallory Franklinová       | Kimberley Woodsová        | Jessica Foxová        |

## C1 hlídky
Pořádáno od roku 2011, v letech 2011 a 2014 nebyly kvůli nedostatečnému počtu týmů uděleny medaile (nejsou tedy ani započítány do tabulce).

| Rok  | Místo                                    | Zlato                                                                      | Stříbro                                                                  | Bronz                                                                       |
| ---- | ---------------------------------------- | -------------------------------------------------------------------------- | ------------------------------------------------------------------------ | --------------------------------------------------------------------------- |
| 2011 | Bratislava (medaile se neudělovaly)      | Austrálie Jessica Foxová Rosalyn Lawrencová Leanne Guineaová               | Čína Tcheng Čchien-čchien Cchen Nan-čchin Sü Jen-žu                      | Německo Mira Louenová Michaela Grimmová Lena Stöcklinová                    |
| 2013 | Praha                                    | Austrálie Jessica Foxová Rosalyn Lawrencová Alison Borrowsová              | Česko Kateřina Hošková Monika Jančová Anna Koblencová                    | Německo Mira Louenová Lena Stöcklinová Karolin Wagnerová                    |
| 2014 | Deep Creek Lake (medaile se neudělovaly) | Česko Kateřina Hošková Monika Jančová Martina Satková                      | Spojené království Mallory Franklinová Jasmine Royleová Eilidh Gibsonová | Francie Caroline Loirová Oriane Reboursová Lucie Bauduová                   |
| 2015 | Londýn                                   | Austrálie Jessica Foxová Rosalyn Lawrencová Alison Borrowsová              | Česko Kateřina Hošková Monika Jančová Tereza Fišerová                    | Rakousko Julia Schmidová Viktoria Wolffhardtová Nadine Weratschnigová       |
| 2017 | Pau                                      | Spojené království Mallory Franklinová Kimberley Woodsová Eilidh Gibsonová | Austrálie Jessica Foxová Noemie Foxová Rosalyn Lawrenceová               | Česko Tereza Fišerová Monika Jančová Eva Říhová                             |
| 2018 | Rio de Janeiro                           | Spojené království Mallory Franklinová Kimberley Woodsová Bethan Forrowová | Česko Tereza Fišerová Kateřina Havlíčková Gabriela Satková               | Francie Lucie Priouxová Lucie Bauduová Claire Jacquetová                    |
| 2019 | La Seu d'Urgell                          | Austrálie Jessica Foxová Noemie Foxová Rosalyn Lawrenceová                 | Španělsko Núria Vilarrublaová Klara Olazabalová Ainhoa Lameiroová        | Česko Tereza Fišerová Eva Říhová Kateřina Havlíčková                        |
| 2020 | Nejelo se kvůli covidu-19                | Nejelo se kvůli covidu-19                                                  | Nejelo se kvůli covidu-19                                                |                                                                             |
| 2021 | Bratislava                               | Česko Tereza Fišerová Gabriela Satková Martina Satková                     | Španělsko Núria Vilarrublaová Klara Olazabalová Miren Lazkanová          | RCF Alsu Minazová Polina Mukhgaleevaová Zulfiia Sabitová                    |
| 2022 | Augsburg                                 | Česko Tereza Fišerová Gabriela Satková Martina Satková                     | Německo Elena Liliková Andrea Herzogová Nele Baynová                     | Spojené království Mallory Franklinová Kimberley Woodsová Sophie Ogilvieová |
| 2023 | Londýn                                   | Spojené království Mallory Franklinová Kimberley Woodsová Ellis Millerová  | Česko Gabriela Satková Tereza Fišerová Tereza Kneblová                   | Slovinsko Eva Alina Hočevar Alja Kozorogová Lea Novaková                    |